# Comastoma pulmonarium
Comastoma pulmonarium là một loài thực vật có hoa trong họ Long đởm. Loài này được (Turcz.) Toyok. mô tả khoa học đầu tiên năm 1961.